# 2011 CQ1
2011 CQ1 è un meteoroide di circa un metro di diametro. È stato scoperto il 4 febbraio 2011 dal Catalina Sky Survey, come un oggetto della diciannovesima magnitudine.
Nonostante le modeste dimensioni, si è rivelato degno di nota perché alcune ore dopo, alle 19:39 UT, è transitato a 0,85 r⊕ (5480 km) dalla superficie terrestre. Si è trattato del più stretto incontro registrato con il nostro pianeta senza collisione. Il precedente record era detenuto dall'asteroide 2004 FU162 che era transitato ad una distanza di 1,02 r⊕.
Il sorvolo ravvicinato della Terra, tuttavia, non è stato privo di conseguenze per il piccolo meteoroide, la cui orbita ne è risultata conseguentemente variata. In particolare è stato calcolato che la direzione di allontanamento è stata deviata di circa 60° rispetto alla direzione di avvicinamento. 

Nella seguente tabella sono elencati i principali parametri orbitali posseduti dal meteoroide prima e dopo l'incontro con il nostro pianeta.
| Parametri orbitali          | Orbita di avvicinamento         | Orbita di allontanamento        |
| --------------------------- | ------------------------------- | ------------------------------- |
| Epoca                       | JDT 2455580,5 (19 gennaio 2011) | JDT 2455600,5 (8 febbraio 2011) |
| Semiasse maggiore           | 1,1345943 au                    | 0,8360015 au                    |
| Perielio                    | 0,906 au                        | 0,662 au                        |
| Afelio                      | 1,362 au                        | 1,009 au                        |
| Periodo orbitale            | 1,21 anni                       | 0,76 anni                       |
| Inclinazione sull'eclittica | 1,10453°                        | 5,29435°                        |
| Eccentricità                | 0,2013026                       | 0,2075326                       |

Va evidenziato in particolare che l'orbita posseduta dal meteoroide prima dell'avvicinamento lo caratterizzava come un asteroide Apollo. L'incontro con la Terra, invece, lo ha trasformato in un asteroide Aten, la cui orbita è sempre interna a quella terrestre.
Gli studiosi ritengono che oggetti delle dimensioni di 2011 CQ1 impattino sulla Terra ogni poche settimane, senza recare danni e raggiungendo il suolo solo raramente. La possibilità di rivederlo sono remote né, probabilmente, saremmo in grado di riconoscerlo.